# Jean-Philippe Lauer

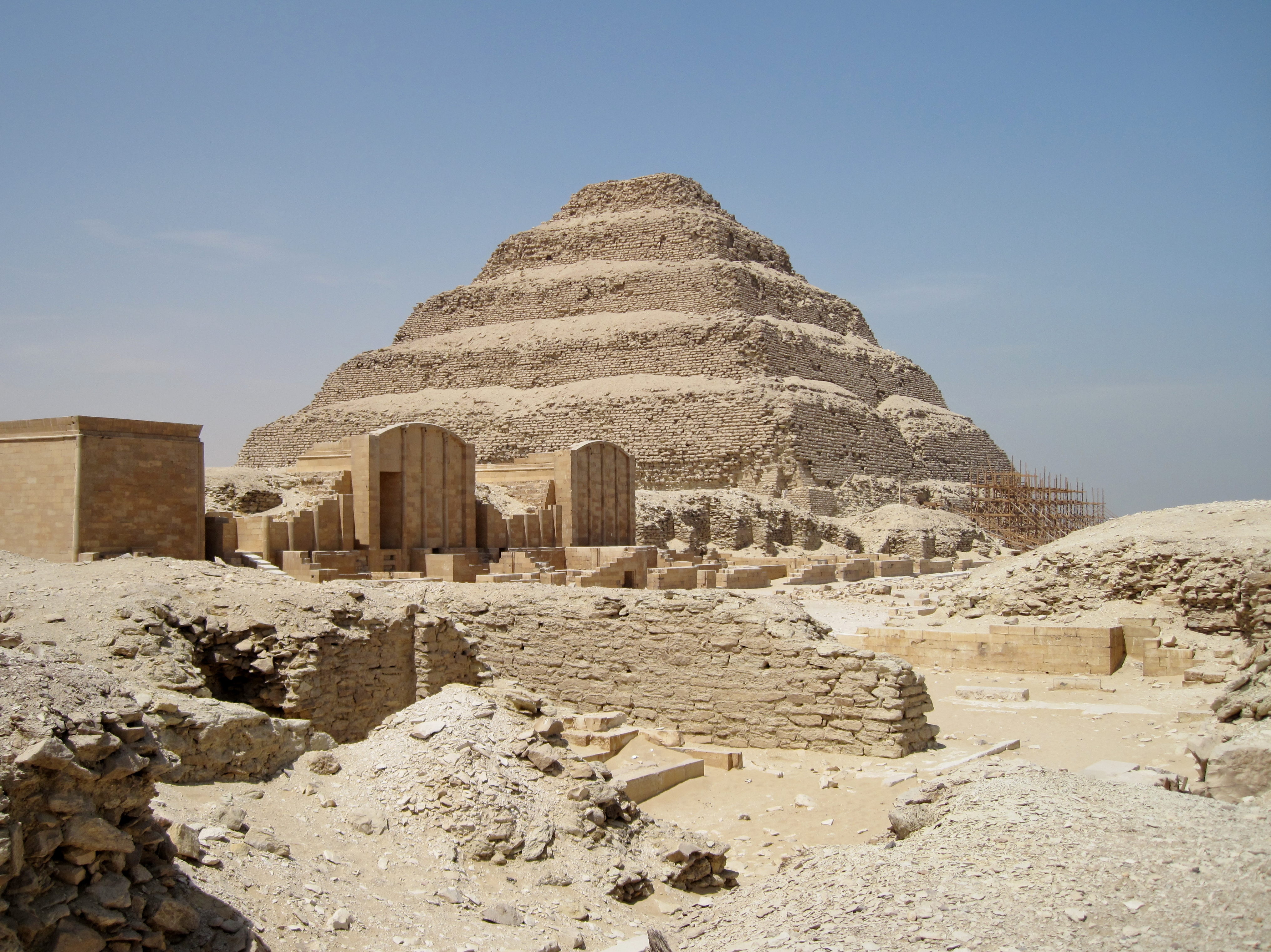
Die Stufenpyramide des Djoser mit von Lauer rekonstruierten Tempeln

Jean-Philippe Lauer (* 7. Mai 1902 in Paris; † 15. Mai 2001 ebenda) war ein französischer Architekt und Ägyptologe.
Lauer studierte ursprünglich Architektur, ging aber 1926 nach Ägypten, wo er seine spätere Ehefrau Marguerite Jouguet traf, die er 1929 dort heiratete.
Er arbeitete für Cecil Mallaby Firth und James E. Quibell an Djosers Stufenpyramide. Er widmete die nächsten 75 Jahre seines Lebens der Erforschung und Rekonstruktion dieses Pyramidenkomplexes. Nach Quibells Tod im Jahre 1935 übernahm Lauer die Verantwortung für die Ausgrabungen.

## Publikationen
- La pyramide à degrés, I et II, l’architecture, Fouilles à Saqqarah. Service des antiquités de l'Égypte, Le Caire 1936.
- La pyramide à degrés, III, compléments, Fouilles à Saqqarah. Service des antiquités de l'Égypte, Le Caire 1939.
- Le temple funéraire de Khéops à la grande pyramide de Guizèh In: Annales du service des antiquités de l'Égypte. (ASAE) Nr. 46, Le Caire 1947.
- Études complémentaires sur les monuments du roi Djoser à Saqqarah. cahier 9, Supplément, ASAE, Le Caire 1948.
- Le problème des pyramides d'Égypte, traditions et légendes. Bibliothèque historique, Payot, Paris 1948.
- Note complémentaire sur le temple funéraire de Khéops. In: ASAE Nr. 49, Le Caire 1949.
- mit Ch. Picard: Les statues ptolémaïques du Sarapieion de Memphis. Nr. 3, Publications d'art et d'archéologie de l'université de Paris (PUF), Paris 1955.
- Le temple haut de la pyramide du roi Ouserkaf à Saqqarah. In: ASAE Nr. 53, Le Caire 1956.
- mit Pierre Lacau: Fouilles à Saqqarah. La pyramide à degrés, IV, Inscriptions gravées sur les vases. 2 fasc. Publications de l'Institut Français d'Archéologie Orientale du Caire (PIFAO),  Le Caire 1959.
- Observations sur les pyramides. (= Bibliothèque d’étude. Kairo. (BdE) Nr. 30). Institut français d'archéologie orientale du Caire (PIFAO). Imprimerie de l'Institut français d'archéologie orientale, Le Caire 1960.
- Histoire monumentale des pyramides d'Égypte, I, Les pyramides à degrés (IIIe dynastie égyptienne) (= Bibliothèque d’étude. Nr. 39), Institut français d'archéologie orientale du Caire (IFAO), Le Caire 1962.
- mit Pierre Lacau, Fouilles à Saqqarah: La pyramide à degrés, V, Inscriptions à l'encre sur les vases. Publications de l'Institut Français d'Archéologie Orientale du Caire, Le Caire 1965.
- Sur la pyramide de Meïdoum et les deux pyramides du roi Snéfrou à Dahshour, n°36, Orientalia, Rome, 1967.
- Raison première et utilisation pratique de la grande galerie, dans la pyramide de Khéops (= Beiträge Bf, N. °12, Festschrift ricke). Wiesbaden, 1971.
- mit Jean Leclant: Mission archéologique de Saqqarah, I, le temple haut du complexe funéraire du roi Téti. (= Bibliothèque d’étude, Nr. 51). Institut français d'archéologie orientale, Le Caire 1972.
- Remarques sur la planification de la construction de la grande pyramide, à propos de: The investment process organization of the Cheops pyramids. par W. Kozinnski (= Bulletin de l'Institut français d'archéologie Orientale. Kairo. (BIFAO) Nr. 73), Le Caire 1973.
- Le Mystère des Pyramides. édition des Presses de la Cité, Paris 1974, ISBN 2-258-02368-8.
- Nouvelles recherches à la pyramide de Mérenrê. (= Bulletin de l'Institut d'Égypte. (BIE) Nr. 53 und Nr. 54). Le Caire 1974.
- mit Audran Labrousse, Jean Leclant: Mission archéologique de Saqqarah. II, Le temple haut du complexe funéraire du roi Ounas. (= Bibliothèque d'étude. Kairo. (BdE)  Nr. 73). Institut français d'archéologie orientale du Caire, Le Caire 1977.
- Les pyramides de Saqqarah. 5e édition, Bibliothèque générale, Institut français d'archéologie orientale du Caire, Le Caire  1977.
- mit A. Shoucair: Saqqarah, la nécropole royale de Memphis, quarante siècles d’histoire, cent vingt-cinq ans de recherches. Tallandier, Paris 1977.
- mit Cyril Aldred, J. L. Cenival, F. Debono, Christiane Desroches Noblecourt, Jean Leclant und Jean Vercoutter: Le temps des pyramides. L'univers des formes, Gallimard, Paris, 1978.
- À propos de l'invention de la pierre de taille par Imhotep pour la demeure d'éternité du roi Djoser. In: MGEM ???, Institut français d'archéologie orientale du Caire, Le Caire 1985.
- Remarques sur l'époque possible du viol de la tombe de Khéops dans la Grande Pyramide. In: Ulrich Luft: The Intellectual Heritage of Egypt. Budapest 1992, S. 385–386.
- mit Jean Leclant und Audran Labrousse: L'architecture des pyramides à textes, I, Saqqarah Nord, Bd. 2 (= Bibliothèque d'étude. Kairo. (BdE) Nr. 114). Institut français d'archéologie orientale du Caire, Le Caire 1996.
- mit Audran Labrousse: Les complexes funéraires d'Ouserkaf et de Néferhétepès. Band 2 (= Bibliothèque d'étude. Kairo. (BdE) Nr. 130). Institut français d'archéologie orientale du Caire, Le Caire 2000.